# Schmidtsberg
Das Naturschutzgebiet Schmidtsberg liegt auf dem Gebiet des Marktes Nordhalben im oberfränkischen Landkreis Kronach in Bayern.
Das 21,13 ha große Gebiet mit der Nr. NSG-00219.01, das im Jahr 1984 unter Naturschutz gestellt wurde, erstreckt sich südlich des Kernortes Nordhalben und nordwestlich von Langenau, einem Gemeindeteil von Geroldsgrün. Unweit südlich hat der Stebenbach seine Quelle, unweit östlich fließt der Rainersgrundbach. Westlich verläuft die Staatsstraße 2707 und fließt die Rodach, südöstlich erstreckt sich das 37,9 ha große Naturschutzgebiet Buchenhänge.

## Bedeutung
Die Unterschutzstellung erfolgt zur Erhaltung, Entwicklung und Wiederherstellung seltener und charakteristischer Hang- und Schluchtwaldgesellschaften des Frankenwaldes sowie kalkarmer Quellfluren.